# Cantonul Villebois-Lavalette
Cantonul Villebois-Lavalette este un canton din arondismentul Angoulême, departamentul Charente, regiunea Poitou-Charentes, Franța.

## Comune
- Blanzaguet-Saint-Cybard
- Charmant
- Chavenat
- Combiers
- Dignac
- Édon
- Fouquebrune
- Gardes-le-Pontaroux
- Gurat
- Juillaguet
- Magnac-Lavalette-Villars
- Ronsenac
- Rougnac
- Sers
- Torsac
- Vaux-Lavalette
- Villebois-Lavalette (reședință)